# Andra slaget på Trastfältet
Andra slaget på Trastfältet var ett slag som utkämpades på Trastfältet den 17 till 20 oktober 1448 mellan en armé av ungrare, valaker, albaner och serber, anförda av János Hunyadi, och osmanerna, anförda av sultan Murad II. Osmanerna gick segrande ur striden.

### Fotnoter
1. ↑  ”What Happened in 1448?” (på engelska). On This Day. 17 oktober 1448. https://www.onthisday.com/date/1448. Läst 22 april 2018.
2. ↑  DWD (20 oktober 2015). ”Today in European history: the Second Battle of Kosovo (1448) ends” (på engelska). And That's the Way It Was. https://attwiw.com/2015/10/20/today-in-european-history-the-second-battle-of-kosovo-1448-ends/. Läst 22 april 2018.